# Grímsey

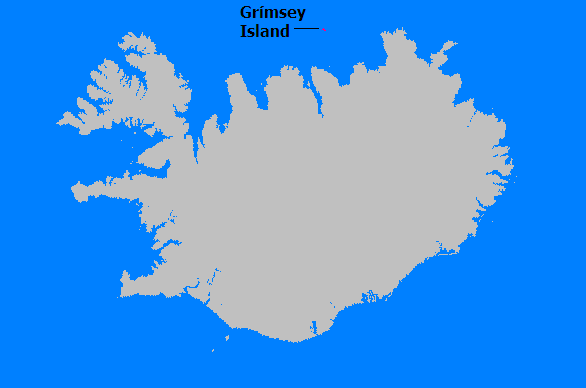
Grímsey na mapě Islandu

Grímsey je malý islandský ostrov a obec ležící asi 40 kilometrů severně od pevniny Islandu.
Na severu ostrova Grímsey prochází severní polární kruh. Nejvyšší bod ostrova je 105 metrů nad mořem. Rozloha ostrova je 5,3 km². Roku 2006 zde žilo 99 obyvatel. Nejbližším ostrovem je Flatey, který je vzdálen 39,4 km.

## Klima
- roční úhrn srážek je 559 mm.
- průměrná teplota je 2,8 °C.
- nejvyšší teplota byla 26 °C.